# Markóc
Markóc é um município da Hungria, situado no condado de Baranya. Tem 5,79 km² de área e sua população em 2019 foi estimada em 51 habitantes.